# Jogos Parapan-Americanos de 2011
Os 4ºs Jogos Parapan-Americanos foram disputados entre os dias 12 e 20 de Novembro de 2011, em Guadalajara, no México. Os Jogos são um evento multi-desportivo internacional para atletas com alguma necessidade especial de países do continente americano. Os Jogos foram realizados 20 dias após os Jogos Pan-Americanos de 2011 terem terminado, sendo utilizadas as mesmas instalações.

## Esportes
13 modalidades foram disputadas em Guadalajara, com suas sub-disciplinas. São elas:
| - Atletismo - Basquete em cadeira de rodas - Bocha - Ciclismo - Futebol de 5 - Golbol - Judô | - Natação - Levantamento de Peso - Tênis de mesa - Tênis em cadeira de rodas - Tiro com Arco - Voleibol sentado |

## Instalações
A maioria das novas instalações são modestas, com assentos temporários, destinada a ser utilizada no futuro como locais de treinamento e instalações de ensino para atletas de elite ou para uso da comunidade.
|  | - Estádio Telmex de Atletismo - Atletismo e cerimônias de abertura e encerramento. - Estádio Pan-Americano de Tiro com Arco - Tiro com Arco - CODE Dome - Basquetebol em cadeira de rodas - Velódromo Pan-American - Ciclismo de pista - Ginásio San Rafael - Golbol - Estádio Pan-Americano de Hóquei - Futebol de 5 | - Ginásio CODE II - Tênis - Complexo de Tênis Telcel - Tênis em cadeira de rodas - Estádio de Vôlei Pan-Americano - Voleibol sentado - Fórum de Levantamento de Peso - Levantamento de peso - Ginásio Multiuso - Judô - Centro Aquático Scotiabank - Natação |

## Nações Participantes
Um total de 24 países participaram dos Jogos. O número de competidores de cada nação está indicado em parênteses.
| - ARG Argentina (137) - BER Bermudas (1) - BRA Brasil (231) - CAN Canadá (130) - CHI Chile (18) - COL Colômbia (107) - CRC Costa Rica (29) - CUB Cuba (48) | - DOM República Dominicana (9) - ECU Equador (7) - ESA El Salvador (47) - GUA Guatemala (28) - HAI Haiti (4) - JAM Jamaica (6) - MEX México (208) - NCA Nicarágua (5) | - PAN Panamá (2) - PER Peru (27) - PUR Porto Rico (4) - SUR Suriname (2) - TRI Trinidad e Tobago (1) - URU Uruguai (13) - USA Estados Unidos (189) - VEN Venezuela (102) |

## Calendário
| ● | Cerimônia de abertura | ● | Competições | ● | Finais das competições | ● | Cerimônia de encerramento |

| Novembro                     | Novembro                     | 12 SAB | 13 DOM | 14 SEG | 15 TER | 16 QUA | 17 QUI | 18 SEX | 19 SAB | 20 DOM | Eventos |
| ---------------------------- | ---------------------------- | ------ | ------ | ------ | ------ | ------ | ------ | ------ | ------ | ------ | ------- |
| Cerimônias                   | Cerimônias                   | ●      |        |        |        |        |        |        |        | ●      |         |
| Atletismo                    | Atletismo                    |        |        | 21     | 20     | 16     | 24     | 31     |        | 1      | 113     |
| Basquete em cadeira de rodas | Basquete em cadeira de rodas |        | ●      | ●      | ●      | ●      | ●      | ●      | 2      |        | 2       |
| Bocha                        | Bocha                        |        | ●      | ●      | ●      | 4      |        |        |        |        | 4       |
| Ciclismo                     | Ciclismo                     |        | 4      |        | 4      | 6      |        |        | 9      |        | 23      |
| Futebol de 5                 | Futebol de 5                 |        |        |        | ●      | ●      | ●      | ●      | ●      | 1      | 1       |
| Golbol                       | Golbol                       |        | ●      | ●      | ●      | ●      | ●      | ●      | 2      |        | 2       |
| Judô                         | Judô                         |        |        |        |        |        |        | 5      | 4      | 4      | 13      |
| Levantamento de peso         | Levantamento de peso         |        |        |        |        |        | 2      | 2      | 2      |        | 6       |
| Natação                      | Natação                      |        | 12     | 19     | 13     | 13     | 7      | 9      | 13     |        | 86      |
| Tênis de mesa                | Tênis de mesa                |        | ●      | ●      | 15     | ●      | ●      | 6      |        |        | 21      |
| Tênis em cadeira de rodas    | Tênis em cadeira de rodas    |        | ●      | ●      | ●      | ●      | 2      | 2      |        |        | 4       |
| Tiro com arco                | Tiro com arco                |        |        |        | ●      | ●      | 3      |        |        |        | 3       |
| Voleibol sentado             | Voleibol sentado             |        |        | ●      | ●      | ●      | ●      | 1      |        |        | 1       |
| Total de eventos             | Total de eventos             |        | 16     | 40     | 52     | 39     | 38     | 56     | 32     | 6      | 279     |
| Total acumulado              | Total acumulado              |        | 16     | 56     | 108    | 147    | 185    | 241    | 273    | 279    |         |
| Novembro                     | Novembro                     | 12 SAB | 13 DOM | 14 SEG | 15 TER | 16 QUA | 17 QUI | 18 SEX | 19 SAB | 20 DOM | Eventos |

## Quadro de medalhas
País sede destacado.
| Ordem | País                     | Medalha de ouro | Medalha de prata | Medalha de bronze | Total |
| ----- | ------------------------ | --------------- | ---------------- | ----------------- | ----- |
| 1     | BRA Brasil               | 81              | 61               | 55                | 197   |
| 2     | USA Estados Unidos       | 51              | 47               | 34                | 132   |
| 3     | MEX México               | 50              | 60               | 55                | 165   |
| 4     | CUB Cuba                 | 27              | 16               | 11                | 54    |
| 5     | ARG Argentina            | 19              | 25               | 31                | 75    |
| 6     | COL Colômbia             | 18              | 23               | 13                | 54    |
| 7     | VEN Venezuela            | 16              | 14               | 18                | 48    |
| 8     | CAN Canadá               | 13              | 22               | 28                | 63    |
| 9     | JAM Jamaica              | 1               | 4                | 0                 | 5     |
| 10    | CHI Chile                | 1               | 0                | 3                 | 4     |
| 11    | DOM República Dominicana | 0               | 1                | 1                 | 2     |
| 12    | TRI Trinidad e Tobago    | 0               | 0                | 2                 | 2     |
| 13    | PER Peru                 | 0               | 0                | 1                 | 1     |
| Total | Total                    | 277             | 273              | 252               | 802   |